# Theorie der feinen Leute

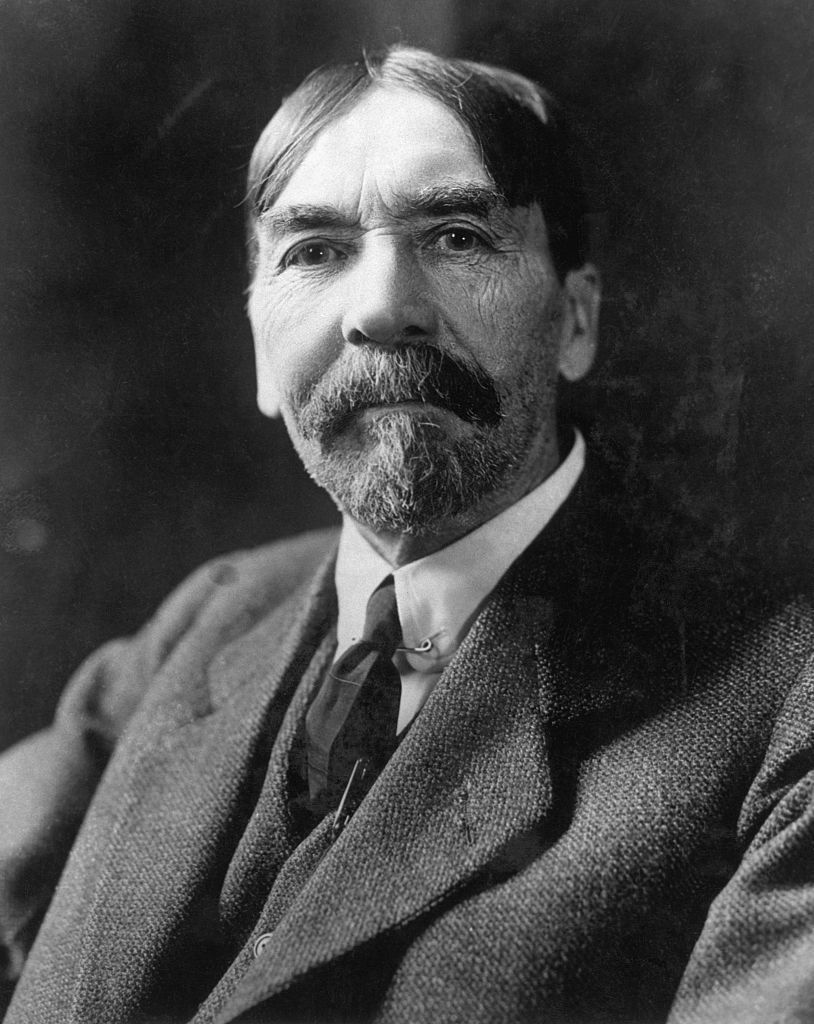
Thorstein Veblen

Theorie der feinen Leute. Eine ökonomische Untersuchung der Institutionen ist ein Buch des amerikanischen Soziologen Thorstein Veblen, das erstmals 1899 mit dem englischen Originaltitel The Theory Of The Leisure Class. An Economic Study of the Evolution of Institutions erschien. Das Buch enthält eine Analyse der prestigeerzeugenden Funktion des Konsums sowie eine bissig formulierte Kritik der amerikanischen Oberschichten zur Jahrhundertwende.

## Inhalt
Eine der zentralen Institutionen ist für Veblen das Privateigentum und die damit verbundene Entstehung von Besitz und Macht und daraus resultierender Anerkennung (Prestige). Besitz erzeugt jedoch nur dann effektiven Prestigegewinn, wenn er öffentlich zur Schau gestellt wird. Dieses Zurschaustellen steht im Mittelpunkt des Buches.
Im Gegensatz zu europäischen Gesellschaften beruhen Prestige und sozialer Status in den USA des ausgehenden 19. Jahrhunderts nicht auf gewachsenen geburtsständischen Voraussetzungen. Soziale Differenzierung wird vor allem durch die aktuelle Anhäufung von Besitz und Prestige erzeugt, wobei anfangs Prestige allein durch Besitz entsteht. Zum Zwecke der Distinktion bedarf es aber zweier Mechanismen, „die beide eine zivilisierte Form des archaischen Muskelzeigens und Aufplusterns sind“: Demonstrativer Müßiggang und demonstrativer Konsum.
Demonstrativer Müßiggang wird durch möglichst große Distanz zu produktiver Erwerbsarbeit definiert. Entscheidend ist dabei die scheinbare Aufhebung des Nutzenbezuges, Müßiggang in diesem Sinne bedeutet keinesfalls Nichtstun. Es geht dabei um unproduktive Tätigkeiten, wie das Erlernen toter Sprachen, die Aneignung ausgefeilter Manieren oder die dilettantische Ausübung von Kunst. Müßiggang aus Veblens Blickwinkel produziert also nichts anderes als Bildung und Kultur, die per Präsentation in Prestige umgemünzt werden. Diese Form der Distinktion ist laut Veblen jedoch eher rückläufig und wird durch demonstrativen Konsum ersetzt. Der Konsum wird nicht mehr durch natürliche Bedürfnisse gesteuert; er überschreitet bei Weitem das, was zur Erhaltung des Lebens und der psychischen Kräfte notwendig wäre und folgt der Logik sozialer Differenzierung. Der „müßige Herr“ genießt frei und ungehemmt „das Beste, was an Eßwaren, Getränken, Narkotika, Häusern, Bedienung, Schmuck, Bekleidung, Waffen, Vergnügen, Amuletten, Idolen und Gottheiten zu haben ist“. Weil für den persönlichen Konsum nicht genügend Zeit bleibt, wird auch auf stellvertretenden Konsum zurückgegriffen: kostspielige Geschenke und Feste für Diener, Ehefrauen, Freunde und Gäste, wobei der Nützlichkeitsaspekt ausgeblendet bleibt – Verschwendung erzeugt Prestige.
Die ästhetischen Geschmacksnormen in der Gesellschaft folgen laut Veblen derselben Funktionslogik: Man findet häufig ausgerechnet das schön, was teuer und nutzlos ist. Diese Logik gilt nicht nur für die oberen Schichten der Gesellschaft, sondern ist allgemeine Eigenschaft der sozialen Welt.

## Wirkung
Während Talcott Parsons und Daniel Bell die im Buch enthaltene Gesellschaftskritik als wirklichkeitsfremd und utopisch verwarfen, entwickelte David Riesman eine komplementäre Beschreibung der demonstrativen Produktion. Damit meinte er den Versuch von Unternehmen, ihr Prestige mit Hilfe repräsentativer Bauten, exklusiv ausgebildeter Mitarbeiter und auch besonderer Sozialleistungen zu steigern. Robert K. Merton übernahm Veblens Annahme vom demonstrativen Konsum als ein Beispiel für die latenten Funktionen sozialen Handelns: Die Menschen kaufen teure Güter nicht wegen ihrer Sachqualitäten, sondern wegen ihrer Preise, denn nur die können den sozialen Status des Käufers heben. Bis zum Ende des 20. Jahrhunderts befruchtete Veblens Studie Lebensstilanalysen, wie die von Pierre Bourdieu (Die feinen Unterschiede).

## Ausgaben (Auswahl)
- The theory of the leisure class. An economic study in the evolution of institutions. The Macmillan Company, New York/London 1899.
- The theory of the leisure class. An economic study of institutions. Neuauflage, The Macmillan Company, New York 1912.
- The theory of the leisure class. An economic study of institutions. Neuauflage, The Modern Library New York, 1934 (mit einem Vorwort von Stuart Chase (1888–1985), online).
- The theory of the leisure class, mit einer Einleitung von John Kenneth Galbraith. Houghton Mifflin, Boston 1973.
- The theory of the leisure class, mit einer Einleitung von C. Wright Mills,  Transaction Publishers, New Brunswick 1992.
- The theory of the leisure class. Herausgegeben und mit einer Einleitung versehen von Martha Banta, Oxford University Press, Oxford/New York 2007.
  - Theorie der feinen Leute. Eine ökonomische Untersuchung der Institutionen. Kiepenheuer & Witsch, Köln/Berlin 1958 (übersetzt von Suzanne Heintz und Peter von Haselberg).
  - Theorie der feinen Leute. Eine ökonomische Untersuchung der Institutionen. Deutscher Taschenbuch-Verlag, München 1971 (übersetzt von Suzanne Heintz und Peter von Haselberg), ISBN 978-3-423-00762-7.
  - Theorie der feinen Leute. Eine ökonomische Untersuchung der Institutionen. Fischer Taschenbuch-Verlag, Frankfurt am Main 2007 (übersetzt von Suzanne Heintz und Peter von Haselberg), ISBN 978-3-596-17625-0.